# Томасова пика
Томасова пика (Ochotona thomasi) је врста сисара из реда двозубаца. 

## Распрострањење
Кина је једино познато природно станиште врсте.

## Станиште
Томасова пика (Ochotona thomasi) има станиште на копну.

## Угроженост
Ова врста није угрожена, и наведена је као последња брига јер има широко распрострањење.

### Популациони тренд
Популациони тренд је за ову врсту непознат.